# Enzo Potolicchio
Vicente „Enzo” Potolicchio (ur. 7 sierpnia 1968 roku w Rzymie) – wenezuelski kierowca wyścigowy. Właściciel zespołu 8Star Motorsports.

## Kariera
Potolicchio rozpoczął karierę w wyścigach samochodowych w 1998 roku od startów w Wenezuelskiej Formule Ford 1800, gdzie jednak nie zdobywał punktów. W późniejszych latach Włoch pojawiał się także w stawce USF2000 National Championship, Formula SCCA, Wenezuelskiej Formule Ford 2000, Formula Ford Zetec Cooper Tires Championship Series, Continental Tire Sports Car Challenge, Ferrari Challenge North America, F2000 Championship Series, Grand American Rolex Series, 24-godzinnego wyścigu Le Mans, FIA World Endurance Championship, 24H Dubai, Gulf 12 Hours, IMSA Cooper Tires Prototype Lites oraz IMSA Cooper Tires Prototype Lites.